# Повичи (Удине)
Повичи је насеље у Италији у округу Удине, региону Фурланија-Јулијска крајина.
Према процени из 2011. у насељу је живело 95 становника. Насеље се налази на надморској висини од 464 м.